# جون غريشام
جون ري غريشام الابن (بالإنجليزية: John Grisham)‏ (8 فبراير 1955 -)سياسي سابق ومحامي متقاعد وروائي أمريكي معروف برواياته المتعلقة بالدراما القانونية. هو الابن الثاني لأبوين بروستانتيان يرجعان إلى الكنيسة المعمدانية الإنجيلية من جونسبرو ولاية أركنساس من الجنوب الأمريكي والده كان مزارع قطن محلي، تنقلت العائلة في أماكن متفرقة وفي عام 1967 استقرت العائلة في بلدة ساوث هيفن بمقاطعة دي سوتو في ولاية ميسيسيبي حيث تخرج جون في مدرستها الثانوية تعلق جون بالقراءة في سن مبكرة بتشجيع من والدته وكان يحب ان يقرا لجون شتاينبك.
في عام 1977 تخرج بدرجة في المحاسبة من جامعة ولاية المسيسبي الحكومية ثم عاد للجامعة ليتخصص في قانون الضرائب ومن ثم غير تخصصه ال القانون الجنائي وتخرج عام 1981.
في عام 1983 انتخب كديموقراطي في هيئة الادعاء العام بالولاية حيث خدم هناك حتى العام1990، في أيلول 2010 أدان غريشام حملة القس تيري جونز ومركز حمامة التواصل مع العالم لحرق القران الكريم وقال «هذه حملة لشخص غير متسامح للغاية، إنه مجنون ومتعصب دينيا ينشر الكراهية بدلا من الوفاء بواجبه كقسيس». باع أكثر من 60,742,288 نسخة من كتبه مما جعله أكثر الكتاب مبيعا في التسعينات.

## دراسته وعمله
- بكالوريوس محاسبة من جامعة ولاية المسيسبي 1977
- بكالوريوس حقوق من كلية الحقوق من جامعة ولاية المسيسبي 1981
- خدم فترتين في مكتب المدعي العام
-يملك الموافقة النهائية لشخصيات رواياته المجسدة في الأفلام

## عائلته
- متزوج منذ عام 1981 من رينيه جونز
-والده جوني غريشام الأب (مزارع قطن)
-والدته واندا غريشام (ربة منزل)
- لديه ابنتان تاي(مولودة 1984) وشيا (مولودة 1986)

## كتبه

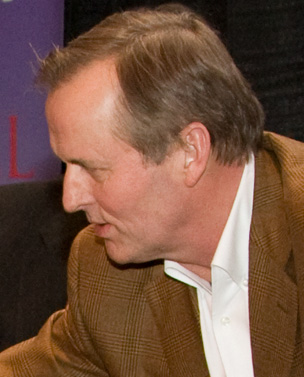
جون غريشام

| الترتيب | الكتاب                | رقم ISBN           | سنة الإصدار | Title              | صور فيلما |
| ------- | --------------------- | ------------------ | ----------- | ------------------ | --------- |
| 1.      | وقت للقتل             | ISBN 0-922066-03-5 | (1989)      | A Time to Kill     | نُفِّذ       |
| 2.      | الشركة                | ISBN 0-385-41634-2 | (1991)      | The Firm           | نُفِّذ       |
| 3.      | قضية البجع            | ISBN 0-385-42198-2 | (1992)      | The Pelican Brief  | نُفِّذ       |
| 4.      | الزبون                | ISBN 0-385-42471-X | (1993)      | The Client         | نُفِّذ       |
| 5.      | غرفة الإعدام بالغاز   | ISBN 0-385-42472-8 | (1994)      | The Chamber        | نُفِّذ       |
| 6.      | صانع المطر            | ISBN 0-385-42473-6 | (1995)      | The Rainmaker      | نُفِّذ       |
| 7.      | هيئة المحلفين الهاربة | ISBN 0-385-47294-3 | (1996)      | The Runaway Jury   | نُفِّذ       |
| 8.      | الشريك                | ISBN 0-385-47295-1 | (1997)      | The Partner        | نُفِّذ       |
| 9.      | محامي الشارع          | ISBN 0-385-49099-2 | (1998)      | The Street Lawyer  | نُفِّذ       |
| 10.     | الوصية                | ISBN 0-385-49380-0 | (1999)      | The Testament      |           |
| 11.     | الأُخوة                | ISBN 0-385-49748-2 | (2000)      | The Brethren       |           |
| 12.     | البيت المطلي          | ISBN 0-385-47295-1 | (2001)      | A Painted House    | نُفِّذ       |
| 13.     | عيد الميلاد           | ISBN 0-385-50624-4 | (2001)      | Skipping Christmas | نُفِّذ       |
| 14.     | الاستدعاء             | ISBN 0-385-50382-2 | (2002)      | The Summons        |           |
| 15.     | ملك الجنح             | ISBN 0-385-50804-2 | (2003)      | The King of Torts  |           |
| 16.     | المدرج                | ISBN 0-385-51161-2 | (2003)      | Bleachers          |           |
| 17.     | المحلف الأخير         | ISBN 0-385-51043-8 | (2004)      | The Last Juror     |           |
| 18.     | السمسار               | ISBN 0-385-51045-4 | (2005)      | The Broker         |           |
| 19.     | البريء                | ISBN 0-385-51723-8 | (2006)      | The Innocent Man   | نُفِّذ       |
| 20.     | اللعب للبيتزا         | ISBN 0-385-52500-1 | (2007)      | Playing for Pizza  |           |
| 21.     | الاستئناف             | ISBN 0-385-51504-9 | (2008)      | The Appeal         |           |

## وصلات خارجية
- جون غريشام على موقع IMDb (الإنجليزية)
- جون غريشام على موقع الموسوعة البريطانية (الإنجليزية)
- جون غريشام على موقع مونزينجر (الألمانية)
- جون غريشام على موقع ألو سيني (الفرنسية)
- جون غريشام على موقع ميوزك برينز (الإنجليزية)
- جون غريشام على موقع أول موفي (الإنجليزية)
- جون غريشام على موقع قاعدة بيانات برودواي على الإنترنت (الإنجليزية)
- جون غريشام على موقع قاعدة بيانات الأفلام السويدية (السويدية)
- جون غريشام على موقع إن إن دي بي (الإنجليزية)
- جون غريشام على موقع ديسكوغز (الإنجليزية)
- الموقع الرسمي
- موقع المعجبين
- IMBd